# McCarthy Nunatak
McCarthy Nunatak är en nunatak i Antarktis. Den ligger i Östantarktis. Australien gör anspråk på området. Toppen på McCarthy Nunatak är 1 711 meter över havet.
Terrängen runt McCarthy Nunatak är en högslätt. Trakten är obefolkad. Det finns inga samhällen i närheten.